# SCENE of SCENE 〜selected 6 songs from SCENE I,II,III〜
『SCENE of SCENE 〜selected 6 songs from SCENE I,II,III〜』（シーン・オブ・シーン セレクテッド・シックス・ソングス・フロム・シーン・ワン・ツー・スリー）は、ASKAの企画アルバム。2006年1月18日発売。発売元はユニバーサル シグマ。

## 解説
これまでに発売された『SCENE』シリーズ(I、II、III)の中から、各2曲を選りすぐったミニベスト盤。
「なにか、SCENEへの入り口となるようなものが出来ないか？」というきっかけで作られた企画である。
初回限定盤には女優の細川直美出演の「愛温計」のPVが収録されたDVDが付属している。
ブックレットと共にASKAの散文詩「いつまでも懐かしい人」が書かれたポストカードが封入されている。
2006年4月30日までの期間限定生産であった。

## 収録曲
| 全作曲: ASKA。 |                                          |                |            |                    |      |
| #              | タイトル                                 | 作詞           | 作曲・編曲 | 編曲               | 時間 |
| 1.             | 「愛温計 〜from SCENE III〜」            | ASKA、松井五郎 | ASKA       | 澤近泰輔           | 4:13 |
| 2.             | 「birth 〜from SCENE III〜」             | ASKA、松井五郎 | ASKA       | 澤近泰輔           | 5:40 |
| 3.             | 「はじまりはいつも雨 〜from SCENE II〜」 | ASKA           | ASKA       | 澤近泰輔           | 4:25 |
| 4.             | 「君が愛を語れ 〜from SCENE II〜」       | ASKA           | ASKA       | 澤近泰輔           | 5:41 |
| 5.             | 「伝わりますか 〜SCENE I〜」             | ASKA           | ASKA       | 十川知司           | 4:39 |
| 6.             | 「MIDNIGHT 2 CALL 〜from SCENE I〜」     | ASKA           | ASKA       | 平野孝幸、澤近泰輔 | 4:23 |
| 合計時間:      | 合計時間:                                | 合計時間:      | 合計時間:  | 29:01              |      |

| #  | タイトル                | 作詞 | 作曲・編曲 |
| -- | ----------------------- | ---- | ---------- |
| 1. | 「愛温計」(Music Video) |      |            |

## 楽曲解説
※各曲の詳細に関する部分は、「TUG OF C&A」2005年11月号のセルフライナーノーツを参照。

### CD
1. 愛温計 〜from SCENE III〜
2005年発売の6枚目アルバム『SCENE III』収録曲。
2. birth 〜from SCENE III〜
2005年発売の6枚目アルバム『SCENE III』収録曲。
3. はじまりはいつも雨 〜from SCENE II〜
1991年発売の3枚目シングル。
シングル・ヴァージョンで収録されている。
4. 君が愛を語れ 〜from SCENE II〜
シングル「はじまりはいつも雨」のカップリング曲。
1991年発売の2枚目アルバム『SCENE II』からのアルバム・ヴァージョンで収録されている。
5. 伝わりますか 〜from SCENE I〜
1988年発売の1枚目アルバム『SCENE』収録曲。
6. MIDNIGHT 2 CALL 〜from SCENE I〜
1988年発売の2枚目シングル。
シングル・ヴァージョンで収録されている。

### DVD（初回限定盤のみ）
1. 愛温計（Music Video）